# Lassar
Lassar is een bestuurslaag in het regentschap Belitung van de provincie Bangka-Belitung, Indonesië. Lassar telt 2873 inwoners (volkstelling 2010).